# Stanfieldara
× Stanfieldara (abreviado Sfdra en el comercio) es un híbrido intergenérico entre los géneros de orquídeas Diacrium × Laelia × Sophronitis. Fue publicado en Orchid Rev. 89(1048, cppo): 8 (1981).